# Пауль Гутник
Пауль Гутник (нім. Paul Guthnick; 12 січня 1879 — 6 вересня 1947, Берлін) — німецький астроном, член Берлінської академії наук.

## Біографія
Родився в Гітдорфі (поблизу Кельна). У 1901 закінчив Боннський університет. Потім два роки працював асистентом А.Ауверса в Берлінській обсерваторії, три роки — в приватній обсерваторії Боткамп поблизу Кіля. З 1906 працював в Берлінській обсерваторії (у 1913 вона була перенесена в Бабельсберг), в 1921 став наступником Г. О. Струве на посаді її директора. З 1916 — професор Берлінського університету.
Є одним з піонерів використання фотоелектричних методів для вимірювання блиску небесних тіл. Близько 1911 його увагу привернули дослідження німецьких фізиків Ю. Ельстера і Р. Гайтеля, які створили перші фотоелементи, упровадили їх у техніку і розробили метод фотоелектричних вимірювань. Гутник побудував фотоелектричну зоряну фотометрію, за допомогою якої в 1912 спільно з Р. Прагером почав систематичні спостереження блиску змінних зірок. Ці піонерські роботи, разом з дослідженнями Дж. Стеббінса і Г. Розенберга (Тюбінген, Німеччина), поклали початок фотоелектричної астрофотометрії, яка значно підвищила точність визначень блиску в порівнянні з візуальними і фотографічними методами і дала можливість вивчати тонкі фотометричні ефекти. Гутник виконав численні дослідження змінних, спектрально-подвійних, нових зірок, планет і їхніх супутників, астероїдів. У 1920 здійснив перші визначення фотоелектричних показників кольору зірок. Запропонував теорії змінності цефеїд і довгоперіодичних змінних.
Член Баварської АН, Німецькій академії природодослідників «Леопольдина», Папської АН, один з організаторів Німецького астрономічного товариства.
На честь вченого названий місячний кратер.